# Kathrin Wessel
Kathrin Wessel (Kathrin Weßel), född 14 augusti 1967 i Annaberg-Buchholz som Kathrin Ullrich, är en tysk före detta friidrottare som tävlade i långdistanslöpning för först Östtyskland och sedan för Tyskland.
Weßels genombrott kom när hon blev bronsmedaljör på 10 000 meter vid VM 1987 i Rom. Hon deltog vidare vid Olympiska sommarspelen 1988 där hon slutade på fjärde plats. Samma placering nådde hon vid VM 1991 i Tokyo. Däremot blev hon medaljör vid EM 1990 i Split då hon slutade tvåa bakom Jelena Romanova.
Hon var ytterligare i två VM-finaler i karriären. Vid VM 1993 slutade hon på trettonde plats och vid VM 1995 blev hon tia.

## Personliga rekord
- 10 000 meter - 31.03,62 från 1991